# Rami Saari

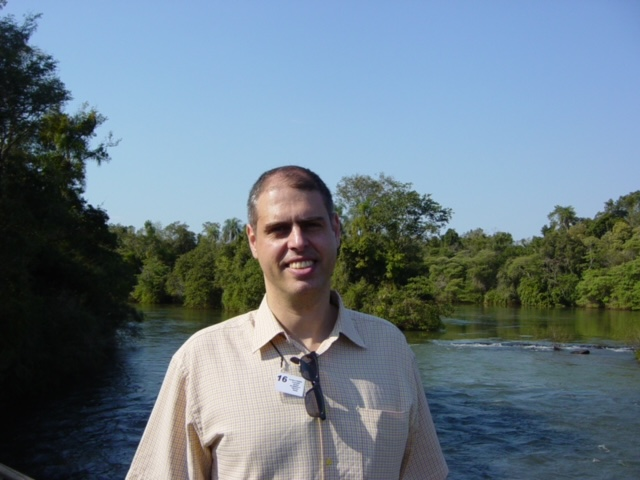
Rami Saari, 2005

Rami Saari (hebräisch רמי סערי) (* 17. September 1963 in Petach Tikwa, Israel) ist ein israelischer Dichter.

## Leben und Schaffen
Als Kleinkind zog er mit seiner Familie nach Argentinien und lernte dort Spanisch als zweite Muttersprache. Als Saari vier Jahre alt war, zog die Familie schon wieder nach Israel zurück. Als die Familie in Israel war, hat seine Mutter kein Spanisch mehr mit ihm gesprochen, und dadurch vergaß er die Sprache. Auf der Highschool lernte er auf eigene Faust Finnisch. Mit ca. 16 hat er die Oberschule erfolgreich beendet und hat als freiwilliger in einem Kibbutz gearbeitet. Nach dreimonatigem Militärdienst in Israel wurde er frühzeitig entlassen, und danach zog er nach Finnland. Er studierte dort an der Universität Helsinki Semitistik und Finnougristik. Ihm wurde im Jahr 2003 der Titel Dr. phil. in Linguistik für seine Dissertation Die maltesischen Präpositionen an der Hebräischen Universität Jerusalem erteilt.
Saari ist als literarischer Übersetzer, Literaturkritiker und Dozent der hebräischen Sprache tätig. Von 1988 bis März 2012 hat er sieben eigene hebräische Gedichtbände veröffentlicht sowie mehr als fünfzig Bücher vom Albanischen, Estnischen, Finnischen, Ungarischen, Griechischen, Portugiesischen und Spanischen ins Hebräische übersetzt.
Für seine Dichtung hat er zwei Mal, 1996 und 2003, den Preis des Ministerpräsidenten von Israel gewonnen sowie den Preis der Olschwung Stiftung im Jahr 1998 und den Preis Tschernikhovsky im Jahr 2006 für seine Übersetzungen. Sein Werk wurde in mehrere Sprachen übersetzt. Seit 2003 verbringt er sein Leben in mehreren Ländern.

## Werke
- Siehe da, ich habe heimgefunden (Hine, matzati et beyti, 1988)
- Menschen auf der Kreuzung (Gvarim ba-tzomet, 1991)
- Der Pfad des kühnen Schmerzes (Maslul ha-ke'ev ha-no‛az, 1997)
- Das Lebensbuch (Ha-sefer ha-chay, 2001)
- So viel, so  viel Krieg (Kama, kama milchama, 2002)
- Die Maltesischen Präpositionen (Dissertation: Millot-ha-yachas ha-Malteziyyot, 2003)
- Der Fünfte Schogun (Ha-shogun ha-chamishi, 2005)
- Die Jahresringe (Tab'ot ha-schanim, 2008)
- Einführung in die sexuelle Sprachwissenschaft (Mavo le-valschanut minit, 2013)
- Söhne und Enkel von Kavafis (Bne Kavafis u-nchadav, 2015)
- Lebenszeichen vom Nachmirdiesintflutland (Mesarim mi-Loichpatlistan, 2016)
- Frau Doktor Josefa und die Sprichwörter (Doktor Josefa ve-ha-pitgamim, 2019)
- Enzyme in der Seele und Tage unter Zwang (Enzimim ba-nefesch ve-yamim ke-tikkunam, 2021)